# Quận 4
Quận 4 (Quận Tư) là một quận nội thành cũ thuộc Thành phố Hồ Chí Minh, Việt Nam. Đây là nơi có di tích Bến Nhà Rồng, Cảng Sài Gòn, nhà thờ Xóm Chiếu cùng nhiều kiến trúc tôn giáo khác.

## Địa lý

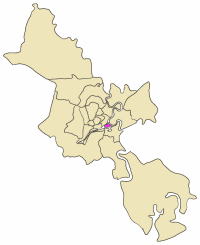
Vị trí của Quận 4 trong Thành phố Hồ Chí Minh.

Quận 4 có địa giới như một cù lao tam giác, xung quanh đều là sông và kênh rạch, là một quận thuộc nội thành Thành phố Hồ Chí Minh, có vị trí địa lý:
- Phía đông giáp thành phố Thủ Đức (qua sông Sài Gòn) và Quận 7 (qua kênh Tẻ)
- Phía tây giáp Quận 1 và Quận 5 với ranh giới là kênh Bến Nghé
- Phía nam giáp Quận 7 và Quận 8 với ranh giới là kênh Tẻ
- Phía bắc giáp Quận 1 với ranh giới là kênh Bến Nghé.[4]

Với diện tích 4,18 km², đây là quận nội thành nhỏ nhất ở Thành phố Hồ Chí Minh và so với các quận ở Việt Nam. Dân số năm 2022 của quận là 199.329 người, mật độ dân số đạt 47.686 người/km², đông nhất so với các quận ở thành phố và cả nước.

## Lịch sử

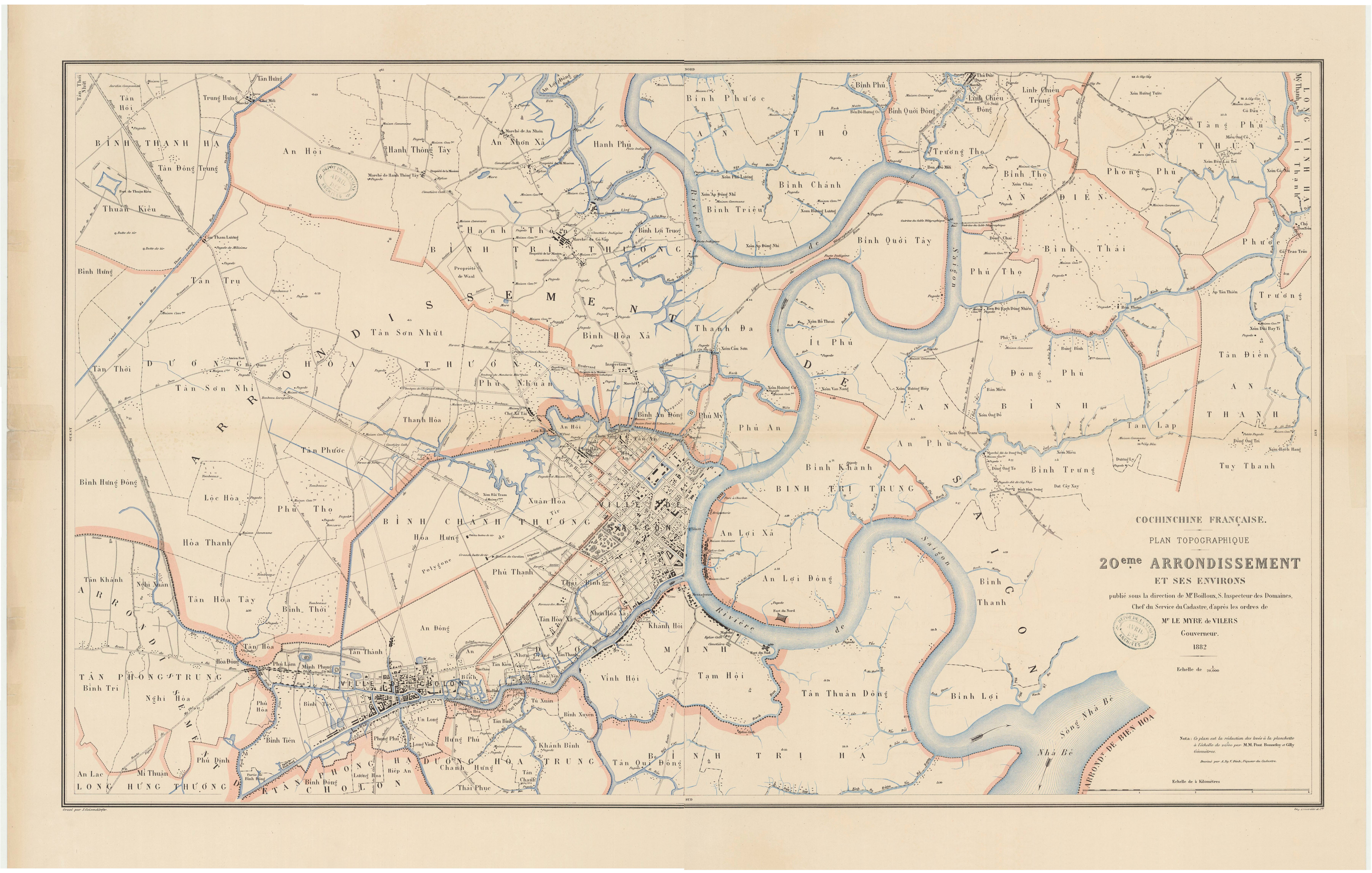
Bản đồ Hạt 20, một đơn vị hành chính do Thống đốc Nam Kỳ quyết định thành lập vào năm 1880. Khu vực Quận 4 khi đó thuộc các thôn Khánh Hội, Vĩnh Hội và Tam Hội của tổng Dương Minh.

Địa giới hành chính quận 4 trước và sau năm 1959 đều khác nhau hoàn toàn.

### Thời Pháp thuộc
Ngày 31 tháng 8 năm 1933, Khu Sài Gòn - Chợ Lớn thành lập thêm quận 4. Quận 4 khi đó thuộc khu vực thành phố Chợ Lớn cũ trước năm 1931, ngày nay thuộc địa giới Quận 5, Quận 8 và Quận 10 của Thành phố Hồ Chí Minh.
Ngày 30 tháng 6 năm 1951, Thủ tướng chính quyền Quốc gia Việt Nam ký sắc lệnh số 311-cab/SG đổi tên Khu Sài Gòn - Chợ Lớn thành Đô thành Sài Gòn - Chợ Lớn. Lúc này, Quận 4 thuộc Đô thành Sài Gòn - Chợ Lớn.

### Thời Việt Nam Cộng hòa
Theo sắc lệnh số 143/NV ngày 22 tháng 10 năm 1956 của Tổng thống Việt Nam Cộng hòa Ngô Đình Diệm, Đô thành Sài Gòn - Chợ Lớn đổi tên thành Đô thành Sài Gòn. Khi đó, quận 4 lại thuộc Đô thành Sài Gòn.
Ngày 27 tháng 3 năm 1959, Tổng thống Việt Nam Cộng hòa ban hành Nghị định số 110-NV về việc phân chia sáu quận đang có thành tám quận mới: Nhứt, Nhì, Ba, Tư, Năm, Sáu, Bảy và Tám (trừ ba quận: Nhứt, Nhì, Ba giữ nguyên, các quận còn lại đều đổi tên và thay đổi địa giới hành chính). Lúc này, quận 4 (quận Tư) trùng với địa giới thuộc quận 6 cũ, có 04 phường: Bến Xà Lan, Lý Nhơn, Xóm Chiếu, Vĩnh Hội.
Năm 1962, quận Tư giải thể phường Bến Xà Lan; lập mới 02 phường: Cây Bàng và Khánh Hội. Như thế quận có 05 phường. Cho đến ngày 29 tháng 4 năm 1975, quận 4 (quận Tư) gồm 05 phường: Cây Bàng, Khánh Hội, Lý Nhơn, Xóm Chiếu, Vĩnh Hội.

### Từ năm 1975 đến nay
Sau khi Chính phủ Cách mạng lâm thời Cộng hòa Miền Nam Việt Nam tiếp quản Đô thành Sài Gòn và các vùng lân cận vào ngày 30 tháng 4 năm 1975, ngày 3 tháng 5 năm 1975 thành phố Sài Gòn - Gia Định được thành lập. Lúc này, quận 4 (quận Tư) thuộc thành phố Sài Gòn - Gia Định cho đến tháng 7 năm 1976.
Ngày 20 tháng 5 năm 1976, tổ chức hành chánh thành phố Sài Gòn - Gia Định được sắp xếp lần hai (theo quyết định số 301/UB ngày 20 tháng 5 năm 1976 của Ủy ban Nhân dân Cách mạng thành phố Sài Gòn - Gia Định). Theo đó, vẫn giữ nguyên quận 4 cũ có từ trước đó. Lúc này, các phường cũ đều giải thể, lập các phường mới có diện tích, dân số nhỏ hơn và mang tên số. Quận 4 có 18 phường, đánh số từ 1 đến 18.
Ngày 2 tháng 7 năm 1976, Quốc hội nước Cộng hòa Xã hội chủ nghĩa Việt Nam khoá VI, kỳ họp thứ 1 chính thức đổi tên thành phố Sài Gòn - Gia Định thành Thành phố Hồ Chí Minh. Quận 4 trở thành quận trực thuộc Thành phố Hồ Chí Minh.
Ngày 26 tháng 8 năm 1982, theo Quyết định số 147-HĐBT của Hội đồng Bộ trưởng về việc giải thể Phường 11 để sáp nhập vào Phường 8 với số phường trực thuộc còn 17.
Ngày 1 tháng 11 năm 1985, theo Quyết định số 258-HĐBT của Hội đồng Bộ trưởng về việc:
- Giải thể Phường 7, địa bàn sáp nhập vào Phường 6 và Phường 9
- Giải thể Phường 17, địa bàn sáp nhập vào Phường 16 và Phường 18.

Ngày 9 tháng 12 năm 2020, Ủy ban thường vụ Quốc hội ban hành Nghị quyết 1111/NQ-UBTVQH14 (nghị quyết có hiệu lực từ ngày 1 tháng 1 năm 2021). Theo đó, sáp nhập Phường 5 vào Phường 2 và sáp nhập Phường 12 vào Phường 13.
Ngày 14 tháng 11 năm 2024, Ủy ban Thường vụ Quốc hội ban hành Nghị quyết 1278/NQ-UBTVQH15 (nghị quyết có hiệu lực từ ngày 1 tháng 1 năm 2025). Theo đó, sáp nhập Phường 6 vào Phường 9, sáp nhập Phường 10 vào phường 8 và sáp nhập Phường 14 vào Phường 15.

### Thông tin thêm về các phường
- Phường Vĩnh Hội cũ: các phường 1, 2, 3 và 4 hiện nay
- Phường Lý Nhơn cũ: một phần phường 9 và một phần phường 8 hiện nay
- Phường Cây Bàng cũ: một phần phường 9 và một phần phường 8 hiện nay
- Phường Xóm Chiếu cũ: phường 13 và một phần phường 15 hiện nay
- Phường Khánh Hội cũ: các phường 16, 18 và một phần phường 15 hiện nay

Ngày 16 tháng 6 năm 2025, Ủy ban Thường vụ Quốc hội đã thông qua Nghị quyết 1685/NQ-UBTVQH15 sắp xếp các đơn vị hành chính cấp xã của TPHCM năm 2025. Theo đó sáp nhập các phường như sau:
- Phường Xóm Chiếu: Gồm các phường 13, 16, 18, một phần phường 15.
- Phường Khánh Hội: Gồm các phường 8, 9, một phần phường 2, 4 và 15.
- Phường Vĩnh Hội: Gồm các phường 1, 3, một phần phường 2 và 4.

## Hành chính
| Tên         | Diện tích (km²) | Dân số (người) | Mật độ dân số |
| ----------- | --------------- | -------------- | ------------- |
| Phường (10) |                 |                |               |
| Phường 1    | 0,38            | 10.596         |               |
| Phường 2    | 0,35            | 16.134         |               |
| Phường 3    | 0,31            | 10.644         |               |
| Phường 4    | 0,29            | 15.489         |               |
| Phường 8    | 0,27            | 25.270         |               |

| Tên       | Diện tích (km²) | Dân số (người) | Mật độ dân số |
| --------- | --------------- | -------------- | ------------- |
| Phường 9  | 0,32            | 20.566         |               |
| Phường 13 | 0,85            | 18.879         |               |
| Phường 15 | 0,39            | 27.615         |               |
| Phường 16 | 0,33            | 19.774         |               |
| Phường 18 | 0,70            | 9.911          |               |

## Kinh tế
Hiện nay quận 4 đang từng bước công nghiệp hóa - hiện đại hóa hoàn toàn. Quận hiện nay đã tiến hành giải tỏa khoảng hơn 20% đất để quy hoạch chung cư cao cấp. hiện nay dự án di dời Cảng Sài Gòn về Quận 7, nhường lại cơ sở hạ tầng để Quận đầu tư thành khu du lịch đang chờ Thủ tướng Chính phủ phê duyệt.

## Giao thông

Cầu Calmette
trên đường Đoàn Văn Bơ

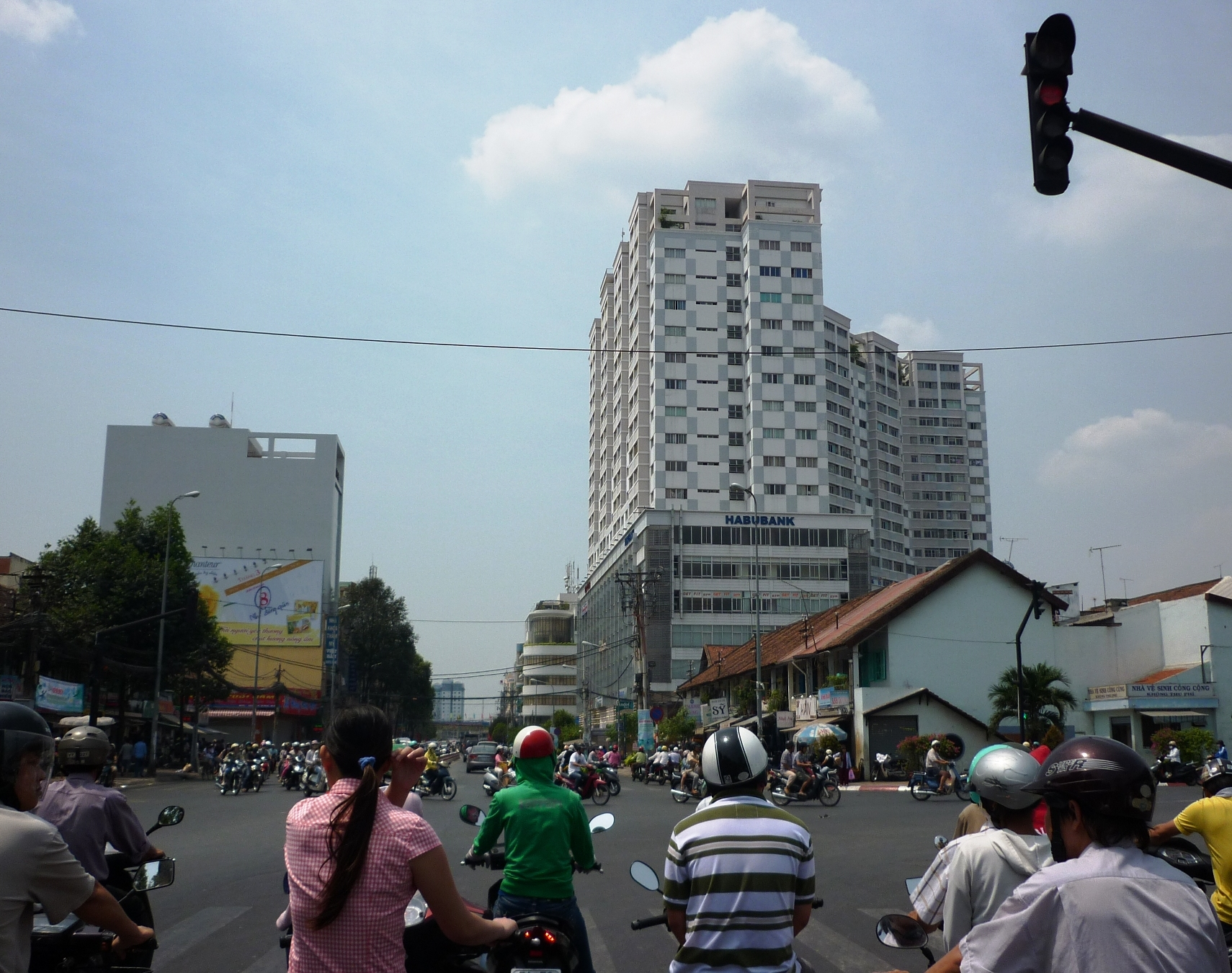
Giao lộ Hoàng Diệu và
đường lên Cầu Ông Lãnh

Mạng lưới giao thông của Quận 4, chủ yếu dựa vào 6 trục đường chính: Nguyễn Tất Thành, Hoàng Diệu, Khánh Hội, Bến Vân Đồn, Tôn Đản và Đoàn Văn Bơ. Con đường lớn và quan trọng nhất ở quận là đại lộ Nguyễn Tất Thành xuyên suốt địa phận phía đông quận, trải dài trên 2km, qua Quận 1 và Cảng Sài Gòn, chếch theo hướng Tây Nam đi Nhà Bè. Bắt đàu từ cầu Khánh Hội và kết thúc là cầu Tân Thuận 1 và 2

### Đường phố
| Các đường đặt tên số Bến Thương Khẩu Bến Vân Đồn Cầu Chông Cầu Dừa Đinh Lễ Đoàn Như Hài Đoàn Văn Bơ Hoàng Diệu | Lê Quốc Hưng Lê Thạch Lê Văn Linh Khánh Hội Ngô Văn Sở Nguyễn Hữu Hào Nguyễn Khoái Nguyễn Tất Thành Nguyễn Thần Hiến | Nguyễn Trường Tộ Tân Vĩnh Tôn Đản Tôn Thất Thuyết Trương Đình Hội Vĩnh Hội Vĩnh Khánh Xóm Chiếu |

### Tên đường của quận 4 trước năm 1975
- Đường Đỗ Thành Nhân nay là đường Đoàn Văn Bơ
- Đường Trịnh Minh Thế nay là đường Nguyễn Tất Thành.

## Công trình, địa điểm nổi tiếng
| Tên                                                                   | Địa chỉ                           |
| --------------------------------------------------------------------- | --------------------------------- |
| Bảo tàng Hồ Chí Minh - Chi nhánh Thành phố Hồ Chí Minh (Bến Nhà Rồng) | 1 Nguyễn Tất Thành, Phường 12     |
| Chợ Xóm Chiếu                                                         | Đường Đinh Lễ, Phường 12          |
| Nhà thờ Giáo xứ Xóm Chiếu                                             | 92B/20 Tôn Thất Thuyết, Phường 16 |

## Giáo dục

### Các cơ sở giáo dục đại học ở Quận 4
| Tên trường                                | Địa chỉ                               | Ghi chú     |
| ----------------------------------------- | ------------------------------------- | ----------- |
| Trường Đại học Luật Thành phố Hồ Chí Minh | 2 Nguyễn Tất Thành, Phường 4          | Cơ sở chính |
| Trường Đại học Nguyễn Tất Thành           | 298A–300A Nguyễn Tất Thành, Phường 13 | Cơ sở chính |

### Các trường THPT
| Tên trường                 | Địa chỉ                         |
| -------------------------- | ------------------------------- |
| Trường THPT Nguyễn Hữu Thọ | 2 Bến Vân Đồn, Phường 13        |
| Trường THPT Nguyễn Trãi    | 364 Nguyễn Tất Thành, Phường 18 |

### Các trường THCS
| Tên trường              | Địa chỉ                           |
| ----------------------- | --------------------------------- |
| Trường THCS Vân Đồn     | 276 Nguyễn Tất Thành, Phường 13   |
| Trường THCS Tăng Bạt Hổ | Hẻm 76 Tôn Thất Thuyết, Phường 16 |
| Trường THCS Quang Trung | 209 Đường 14, Phường 3            |
| Trường THCS Nguyễn Huệ  | 42 Nguyễn Khoái, Phường 2         |
| Trường THCS Khánh Hội   | A75 Nguyễn Thần Hiến, Phường 18   |
| Trường THCS Chi Lăng    | 129/63A Nguyễn Hữu Hào, Phường 9  |

## Tổng lãnh sự quán các nước tại Quận 4
| Quốc gia | Địa chỉ                                                  |
| -------- | -------------------------------------------------------- |
| Pakistan | Tầng M, Chung cư Khánh Hội 2, 360A Bến Vân Đồn, phường 1 |
| Hy Lạp   | 44 Hoàng Diệu, phường 13                                 |